# Photinainae
Photinainae – podrodzina modliszek z podrzędu Eumantodea i rodziny Photinaidae. Zamieszkują Amerykę Południową.

## Morfologia
Modliszki o rozmiarach niewielkich do przeciętnych, osiągające od 30 do 55 mm długości ciała.
Głowa nie jest w znaczącym stopniu spłaszczona. Wyposażona jest w kuliste lub co najwyżej trochę w widoku bocznym wydłużone oczy złożone. Nabrzmiałości okołooczne są wyraźnie widoczne, niekiedy duże i wyłupiaste.
Chwytne odnóże przedniej pary ma na biodrze niewielkie kolce, stożkowate i rozmieszczone w pojedynczym, dobrze zaznaczonym szeregu wzdłuż krawędzi grzbietowej; na brzusznej krawędzi biodra występować mogą ziarenka lub guzki, ale nigdy nie ma tam szeregu wyraźnych kolców. Przednie udo dysponuje trzema lub czterema kolcami przednio-brzusznymi i pięcioma lub sześcioma kolcami tylno-brzusznymi.
Przysadki odwłokowe są krótsze niż połowa długości odwłoka. U samca pośrodku spodniej powierzchni płytki subgenitalnej nie występuje błyszcząca, czarna kropka. Genitalia samca cechują się zesklerotyzowanymi fallomerami. Fallomer brzuszny charakteryzuje się obecnością dobrze wykształconego, zaostrzonego, prostego lub odgiętego wyrostka w nasadowej części prawej krawędzi, zazwyczaj mającego teksturę i stopień sklerotyzacji wyraźnie odmienny od pozostałej jego części. Apofiza falloidalna u Microphotinaini jest zakrzywiona i na szczycie zaostrzona, natomiast u pozostałych grup ulega modyfikacjom.

### Kokon jajowy
Prawie kulistawa do beczułkowatej ooteka ma zwykle barwę jasnobrązową do ciemnokasztanowej, rzadko zielonkawą. Do podłoża przytwierdzona jest krótkim, pierścieniowatym wyrostkiem. Gładka ściana zewnętrzna może być cienka i oddzielona od komór jajowych warstwą o luźnej, włóknistej strukturze lub gruba i przylegać do komór bezpośrednio. W dobrze wyodrębnionym rejonie wylęgowym znajdują się w pełni widoczne, niekiedy wręcz lekko wyniesione ponad powierzchnię otwory dla nimf. Otwory te zabezpieczone są od strony komór warstwą białawego materiału. Najczęściej ooteka umieszczona jest na gałęziach, konarach czy patykach, rzadko na liściach.

## Ekologia i występowanie
Modliszki te zamieszkują wyłącznie krainę neotropikalną i ograniczone są zasięgiem do Ameryki Południowej. Większość gatunków zasiedla lasy deszczowe. Bytują wśród rozmaitej roślinności; jedynie podplemię Orthoderellina wykazuje specjalizację do przebywania na gałęziach.

## Taksonomia i ewolucja
Podrodzinę Photinainae wprowadził do systematyki jako pierwszy Ermanno Giglio-Tos w 1915 roku, klasyfikując ją w obrębie modliszkowatych i zaliczając do niej plemiona Coptopteriges, Photinae, Orthoderellae i Irides. W systemie Antona Handlirscha z 1930 roku Photinae i Orthoderellae znalazły się w podrodzinie Mantinae. Max Beier w systemie z 1964 roku wyróżniał w obrębie modliszkowatych podrodzinę Photininae z plemionami Photinini i Coptopterygini i tak samo czynili w swoim systemie z 2002 roku Reinhard Ehrmann i Roger Roy. Systematykę grupy zrewidowali  Julio Riviera i Gavin J. Svenson w 2016 roku na podstawie wyników analizy filogenetycznej. Wprowadzili Photinainae jako podrodzinę w obrębie Photinaidae, na podstawie morfologii wyrostków bocznych fallomeru brzusznego samczych genitaliów dzieląc ją na trzy plemiona: Microphotinaini, Photinaini i Orthoderellini. W 2019 roku Christian J. Schwarz i Roger Roy obniżyli tym dwóm ostatnim rangę do podplemion w obrębie nowo zdefiniowanych Photinaini.
Systematyka podrodziny przedstawia się następująco:
- Microphotinaini Rivera et Svenson, 2016
  - Microphotina Beier, 1935
  - Chromatophotina Rivera, 2010
- Photinaini Giglio-Tos, 1915
  - Photinaina Giglio-Tos, 1915
    - Photina Burmeister, 1838
    - Metriomantis Saussure et Zehntner, 1894
    - Hicetia Saussure et Zehntner, 1894
    - Photinella Giglio-Tos, 1915

  - Orthoderellina Giglio-Tos, 1919
    - Orthoderella Giglio-Tos, 1897
    - Paraphotina Giglio-Tos, 1915

Według wyników analizy Riviery i Svensona z 2016 roku Photinainae zajmują pozycję siostrzaną dla Cardiopterinae, tworząc z tą podrodziną klad siostrzany dla Photiomantinae, natomiast Macromantinae zajmują w obrębie Photinaidae pozycję bazalną.